# Cirolana quechso
Cirolana quechso là một loài chân đều trong họ Cirolanidae. Loài này được Bruce miêu tả khoa học năm 2004.